# JK Tarvas Rakvere
Cet article concerne le club de football masculin. Pour le club de basket-ball, voir BC Rakvere Tarvas.
Maillots
Le JK Tarvas Rakvere est un club estonien de football basé à Rakvere.

## Historique

### Repères historiques
- 2004 : fondation du club sous le nom de VJK Rakvere
- 2008 : le club est renommé FC Flora Rakvere
- 2011 : le club est renommé JK Tarvas Rakvere
- 2016 : 1re participation en Meistriliiga